# أوديكا (سيدي علي)
أوديكا هي إحدى مشيخات المملكة المغربية، تتبع جغرافيا لإقليم الرشيدية وإداريًا لسيدي علي. يقدر عدد سكانها بـ 286 نسمة حسب الإحصاء الرسمي للسكان والسكنى لسنة 2004.